# Suffokate
Suffokate ist eine US-amerikanische Deathcore-Band aus Oakland, Kalifornien, die im Jahr 2003 gegründet wurde.

## Geschichte
Die Band wurde im Jahr 2003 von den Freunden Taylor Jones (E-Gitarre) und Lars Diaz (Schlagzeug) gegründet. Kurz danach stieß Bassist Bray Almini zur Band. Nach einigen Wechseln in der Besetzung, wurde Jamey Jasta (Hatebreed) auf die Band aufmerksam. Ihr Debütalbum namens Oakland veröffentlichte sie auf seinem Label Stillborn Records. Auf dem Album waren Sänger Ricky Hoover und Gitarrist Tesoro Protomartir zu hören. Es folgte eine Tour durch die USA zusammen mit Sworn Enemy, Bury Your Dead, All Shall Perish, For the Fallen Dreams und Abigail Williams. Dadurch erreichte die Band einen Vertrag bei Mediaskare Records.
Bei diesem Label veröffentlichte die Band mit No Mercy, No Forgiveness (2010) und Return to Despair (2011) bisher zwei Alben. Anfang Mai des Jahres 2012 gab Sänger Ricky Hoover bekannt, Suffokate aus persönlichen Gründen verlassen zu haben.

## Stil
Die Band spielt Deathcore, bei dem klare Liedstrukturen verwendet werden. Neben genreüblichen Elementen, werden aggressive Elemente, wie der Gesang oder das Spiel des Schlagzeugs mit sanfterem, melodiösem Gitarrenspiel kombiniert.

## Diskografie
- 2004: Oakland (Album, Stillborn Records)
- 2006: Demo 2006 (Demo, Eigenveröffentlichung)
- 2010: No Mercy, No Forgiveness (Album, Mediaskare Records)
- 2011: Return to Despair (Album, Mediaskare Records)